# Desa
Desa là một xã thuộc hạt Dolj, România. Dân số thời điểm năm 2002 là 5040 người.